# Polyjahvismus
Polyjahvismus je pojem spojený s tezí, že v severním království a Judsku mohlo v době královské existovat množství lokálních božstev s názvem JHVH. Název polyjahvismus byl poprvé použit Herbertem Donnerem roku 1973. Výchozím bodem tvrzení jsou nápisy z Kúntílet Adžrúd, ve kterých je boží jméno spojeno s názvy míst (např. JHVH z Témanu). Nejdůležitější podobou jahvismu jsou JHVH ze Samaří a JHVH z Jeruzaléma jako státní bohové. Šema Jisrael (Dt 6,4) měla podle této teorie být namířena proti pluralismu víry v JHVH.